# Arnór Smárason
Arnór Smárason (Akranes, 7 september 1988) is een IJslands voetballer die als middenvelder of aanvaller speelt. Eind 2015 verruilde hij Helsingborgs IF voor Hammarby IF.

## Biografie

### sc Heerenveen
Arnór Smárason werd op vijftien leeftijd door sc Heerenveen naar Nederland gehaald. Hij kwam over van ÍA Akranes. In Nederland kwam hij bij een gastgezin te wonen. Dit gezin probeerde ervoor te zorgen dat hij aan Nederland kon wennen.
In aanloop naar de competitie van 2007/08 speelde Arnór mee in de voorbereiding en scoorde tweemaal. Hij kwam in het seizoen 2007/08 twee keer als invaller bij het eerste elftal op het veld. In december 2008 stond Arnór voor het eerst in de basis van sc Heerenveen. In deze wedstrijd uit bij Willem II scoorde hij de openingstreffer (uitslag 1-3).

### Esbjerg fB
In de zomer van 2010 tekende hij een driejarig contract bij het Deense Esbjerg fB.

## Statistieken
| Seizoen                        | Club             | Land       | Competitie   | Wed. | Goals |
| ------------------------------ | ---------------- | ---------- | ------------ | ---- | ----- |
| 2007/08                        | sc Heerenveen    | Nederland  | Eredivisie   | 2    | 0     |
| 2008/09                        | sc Heerenveen    | Nederland  | Eredivisie   | 21   | 5     |
| 2009/10                        | sc Heerenveen    | Nederland  | Eredivisie   | 2    | 0     |
| 2010/11                        | Esbjerg fB       | Denemarken | Superligaen  | 24   | 3     |
| 2011/12                        | Esbjerg fB       | Denemarken | Superligaen  | 18   | 5     |
| 2012/13                        | Esbjerg fB       | Denemarken | Superligaen  | 18   | 6     |
| 2013                           | Helsingborgs IF  | Zweden     | Allsvenskan  | 15   | 4     |
| 2014                           | Helsingborgs IF  | Zweden     | Allsvenskan  | 27   | 3     |
| 2015                           | → Torpedo Moskou | Rusland    | Premjer-Liga | 11   | 2     |
| 2015                           | Helsingborgs IF  | Zweden     | Allsvenskan  | 14   | 5     |
| 2016                           | Hammarby IF      | Zweden     | Allsvenskan  | 27   | 4     |
| 2017                           | Hammarby IF      | Zweden     | Allsvenskan  | 29   | 5     |
| 2018                           | Hammarby IF      | Zweden     | Allsvenskan  | 4    | 0     |
| 2018                           | Lillestrøm SK    | Noorwegen  | Eliteserien  | 13   | 7     |
| Totaal                         | Totaal           | Totaal     | Totaal       | 225  | 49    |
| Bijgewerkt tot 25 januari 2019 |                  |            |              |      |       |

## Erelijst

### Metsc Heerenveen
| Nationaal          |    |         |
| Winnaar KNVB beker | 1x | 2008/09 |

### MetEsbjerg fB
| Nationaal            |    |         |
| Winnaar Deense beker | 1x | 2011/12 |